# Jean-Paul Pigasse
 (janvier 2021).
Si vous disposez d'ouvrages ou d'articles de référence ou si vous connaissez des sites web de qualité traitant du thème abordé ici, merci de compléter l'article en donnant les références utiles à sa vérifiabilité et en les liant à la section « Notes et références ».
Pour les articles homonymes, voir Pigasse (homonymie).
Jean-Paul Pigasse, né le 26 juillet 1939 à Toulouse, est un journaliste français, fondateur et directeur du groupe de presse Agence d’information d’Afrique centrale (ADIAC), qui édite le quotidien congolais le plus diffusé, Les Dépêches de Brazzaville. Il est l'oncle de Matthieu Pigasse.

## Biographie
Pour la promotion 1961, Jean-Paul Pigasse est licencié en droit et diplômé de l'Institut d'études politiques de Toulouse. Il commence sa carrière dans la presse au sein de la rédaction générale du quotidien La Dépêche du Midi (1961-1963) où il se spécialise dans les questions de politique étrangère.
De retour du service militaire, il intègre les rédactions du groupe « Réalités-Entreprise-Connaissance des Arts », à Paris, et prend rapidement la responsabilité du service politique de l'hebdomadaire des affaires Entreprise. En 1966, il en devient rédacteur en chef et éditorialiste, et reste à ce poste jusqu'en 1975. En parallèle, Jean-Paul Pigasse travaille comme chercheur au Centre d’études de politique étrangère (CEPE) ainsi qu'à l’Institut français d’études stratégiques.
En 1976, il rejoint le groupe Les Échos au poste de conseiller de la présidente, Jacqueline Beytout. Il accompagne la mutation du journal qui devient le premier quotidien économique français. Nommé en 1980 directeur général adjoint du groupe, il est chargé de sa diversification, acquérant puis redressant le quotidien médical Le Panorama du médecin.
En 1986, il est appelé par James Goldsmith pour redresser l’hebdomadaire L’Express, alors dans une passe difficile. En 1988, James Goldsmith lui confie la direction de l’entreprise de presse Cavenne SA.
En 1991, il reprend et développe à titre personnel la revue mensuelle Enjeux du monde lancée par l’ancien ministre Jacques Baumel.
En 1995, la carrière de Jean-Paul Pigasse s’oriente vers l’Afrique lorsque le fondateur et président de l’hebdomadaire Jeune Afrique, Béchir Ben Yahmed, fait appel à lui pour refinancer son groupe Jeune Afrique Media Group, dont il devient vice-président.
En 1997, il crée sa propre entreprise de presse, l'Agence d’information d'Afrique centrale (ADIAC), entreprise qu’il dirige actuellement, et qui est principalement financée par l'État congolais. Après avoir créé un site Internet, il lance un mensuel en 2002, puis un hebdomadaire en 2006 et un quotidien de grande information en 2007. Jean-Paul Pigasse a également écrit ou coécrit de nombreux ouvrages de soutien à l'action du président Denis Sassou-Nguesso.
À Brazzaville, sont créées une librairie et une galerie d’art dans laquelle sont exposés près de 600 objets anciens ainsi qu’une collection de tableaux modernes (École des peintres de Poto-Poto, Rémy Mongo Etsion, Marcel Gotène et Pierre-Claver N’Gampio). À Paris, il crée , dans le 7e arrondissement, un centre de presse pour Les Dépêches de Brazzaville et une librairie-galerie consacrée aux auteurs et éditeurs du bassin du Congo.
Jean-Paul Pigasse est par ailleurs secrétaire général de la revue Géopolitique Africaine-African Geopolitics, trimestriel consacré à la mutation de l'Afrique et à son positionnement stratégique sur la scène mondiale que dirige le diplomate et écrivain Henri Lopes.

## Vie personnelle
Sa femme est une cousine de l'homme d'affaires français Alfred Sirven. Il vit à Brazzaville , au Congo.

## Distinctions
Le 6 avril 2007, il a été fait chevalier dans l’ordre de la Légion d’honneur, sur la réserve spéciale du président de la République.

## Ouvrages
- Jean-Paul Pigasse (dir.), Réalités (photogr. André Fatras, avec le concours de Henri Amouroux, Serge Berg, Olivier Bernhein, Jean-Louis Bory et al.), Tel que nous l'avons vécu ! : 1972, Paris, Hachette, 1973, 440 p., 30 cm (OCLC 761132372, BNF 35240751, SUDOC 001926357).
- La difficulté d'informer : vérités sur la presse économique, Paris, Éditions Alain Moreau, coll. « Bibliothèque des médias », 1975, 334 p., 22 cm (OCLC 299664877, BNF 34565633, SUDOC 000066648, présentation en ligne)[4].
- Jean-Paul Pigasse et Bruno Cavalie (collaborateur), Le deuxième pilier : données et réflexions sur la sécurité européenne, Paris, Fondation pour les études de défense nationale (d) , coll. « Les Sept épées », 1980, 221 p., 24 cm (ISBN 2-85789-015-X et 978-2-85789-015-7, OCLC 708291338, BNF 34676701, SUDOC 000484636, présentation en ligne)[5].
- Les révolutions de la communication (Communication interpersonnelle / désinformation), Paris, Éditions Retz, coll. « Communication et langages », 1981, 121 p., 24 cm (OCLC 1006507636, SUDOC 204728932) [article].
- Les sept portes du futur : des clés pour déchiffrer l'avenir (sciences sociales), Paris, Albin Michel, 1981, 294 p., 23 cm (ISBN 2-226-01264-8 et 978-2-226-01264-7, OCLC 417433769, BNF 36600168, SUDOC 000420085, présentation en ligne, lire en ligne ).
- Le bouclier d'Europe : vers l'autonomie militaire de la Communauté européenne, Paris, Éditions Seghers, coll. « Les visages de l'avenir. Prospective sociale », 1982, 286 p., 22 cm (ISBN 2-221-01043-4 et 978-2-221-01043-3, OCLC 405637797, BNF 34731294, SUDOC 000687065, présentation en ligne, lire en ligne )[6].
- Quand le coq chantera : lettre ouverte aux prétendants, Paris, Albatros, 1986, 174 p., 22 cm (ISBN 2-7273-0240-1 et 978-2-7273-0240-7, OCLC 14358895, SUDOC 077120043, présentation en ligne).
- Le dossier noir de la presse française : après la sidérurgie et les chantiers navals, les journaux, Paris, Éd. de Forgues, 1991, 224 p., 22 cm (ISBN 2-9506120-0-8 et 978-2-9506120-0-7, OCLC 419519545, BNF 35478846, SUDOC 002425645, présentation en ligne)[7].
- Jean-Paul Pigasse et Jacqueline Beytout, Mille milliards de milliards ou La fortune collective des Français, Paris, Tsuru éditions, 1993, 391 p., 22 cm (ISBN 2-8787-3015-1 et 978-2-8787-3015-9, OCLC 463784112, BNF 35693762, SUDOC 003266184, présentation en ligne).
- Jean-Paul Pigasse (dir.) et Jacques Baumel (dir.) (préf. Hélène de Rochefort, avec la contribution de François Léotard, André Giraud, Pierre Chiquet (d)  et al.), La France et sa défense (Géopolitique), Paris, Éd. de Forgues, 1994, 222 p., 22 cm (ISBN 2-9506120-1-6 et 978-2-9506120-1-4, OCLC 466702136, BNF 36682929, SUDOC 003509184, présentation en ligne).
- Congo, chronique d'une guerre annoncée : 5 juin-15 octobre 1997 (Guerre civile), Paris, Éditions L'Harmattan / Éd. ANRF-ADIAC, 1997, 245 p., 22 cm (ISBN 2-912890-00-4 et 978-2-912890-00-9, OCLC 468546014, BNF 37563949, SUDOC 096800089, présentation en ligne).
- Jean-Paul Pigasse, Bélinda Ayessa et Adrien Wayi, Congo-Brazzaville : chroniques 1998, Paris, Ed. Adiac, 1999, 333 p., 22 cm (OCLC 864711091, BNF 37565527, SUDOC 06940772X)[8].